# 미국쇠오리
미국쇠오리는 기러기목 오리과에 속하는 새이다.

## 생김새
전체적으로 쇠오리와 유사하다. 수컷은 옆구리 쪽에 흰색 세로 줄무늬가 있고 청록색 눈선 가장자리의 흰색이 좁거나 거의 보이지 않는다. 암컷은 쇠오리와 구별하기가 어렵다.

## 생태
북아메리카 북부에서 번식하고 미국 중부와 남부, 멕시코 등에서 월동한다. 한국에서는 인천 송도 유수지, 대전 갑천, 공주시 등에서 관찰된 기록이 있다.

낮에는 하천, 호수 등지에서 먹이를 먹거나 휴식하고 저녁 무렵에는 농경지로 이동한다.

## 분류
형태 차이, 구애행동 차이, 계통분류학 차이 등을 근거로 쇠오리(영어: Eurasian teal, 학명: Anas crecca)와 미국쇠오리(영어: Green-winged teal,학명: Anas carolinensis) 별개의 종으로 보고 있다.
1. ↑  “미국에 있어야 할 '오리'가 공주에 왔습니다”. 2017년 2월 27일. 2023년 11월 20일에 확인함.